# Chojęcin
Chojęcin (deutsch Cojentschin oder Kojentschin, 1939–1945 Heubach) ist eine Ortschaft mit einem Schulzenamt der Landgemeinde Bralin im Powiat Kępiński der Woiwodschaft Großpolen in Polen.

## Geschichte

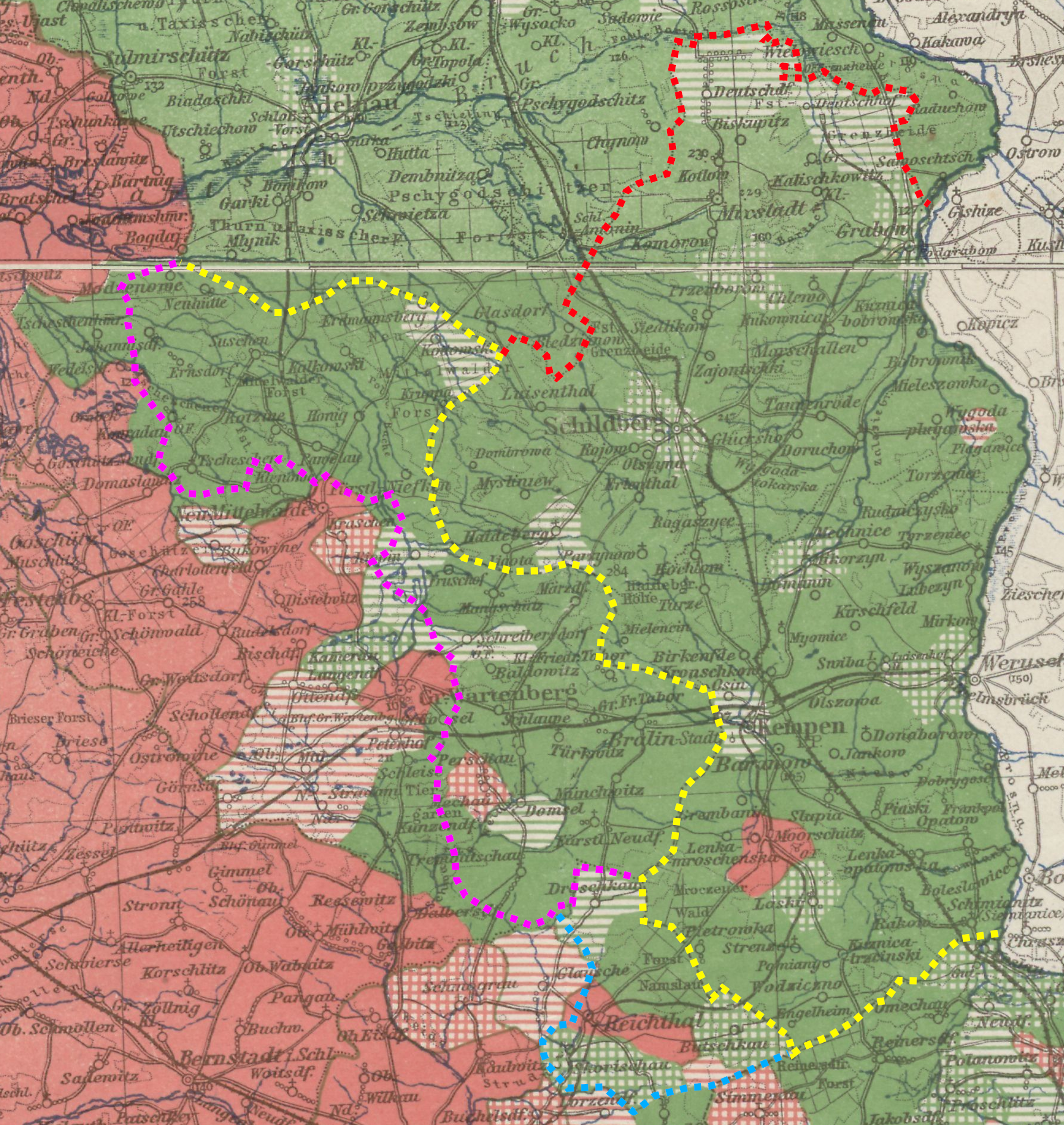
Sprachkarte aus dem Jahr 1910: Gelbe gestrichelte Linie: schlesisch-großpolnische Grenze, rosarote gestrichelte Linie: neue Grenze aus dem Jahr 1920

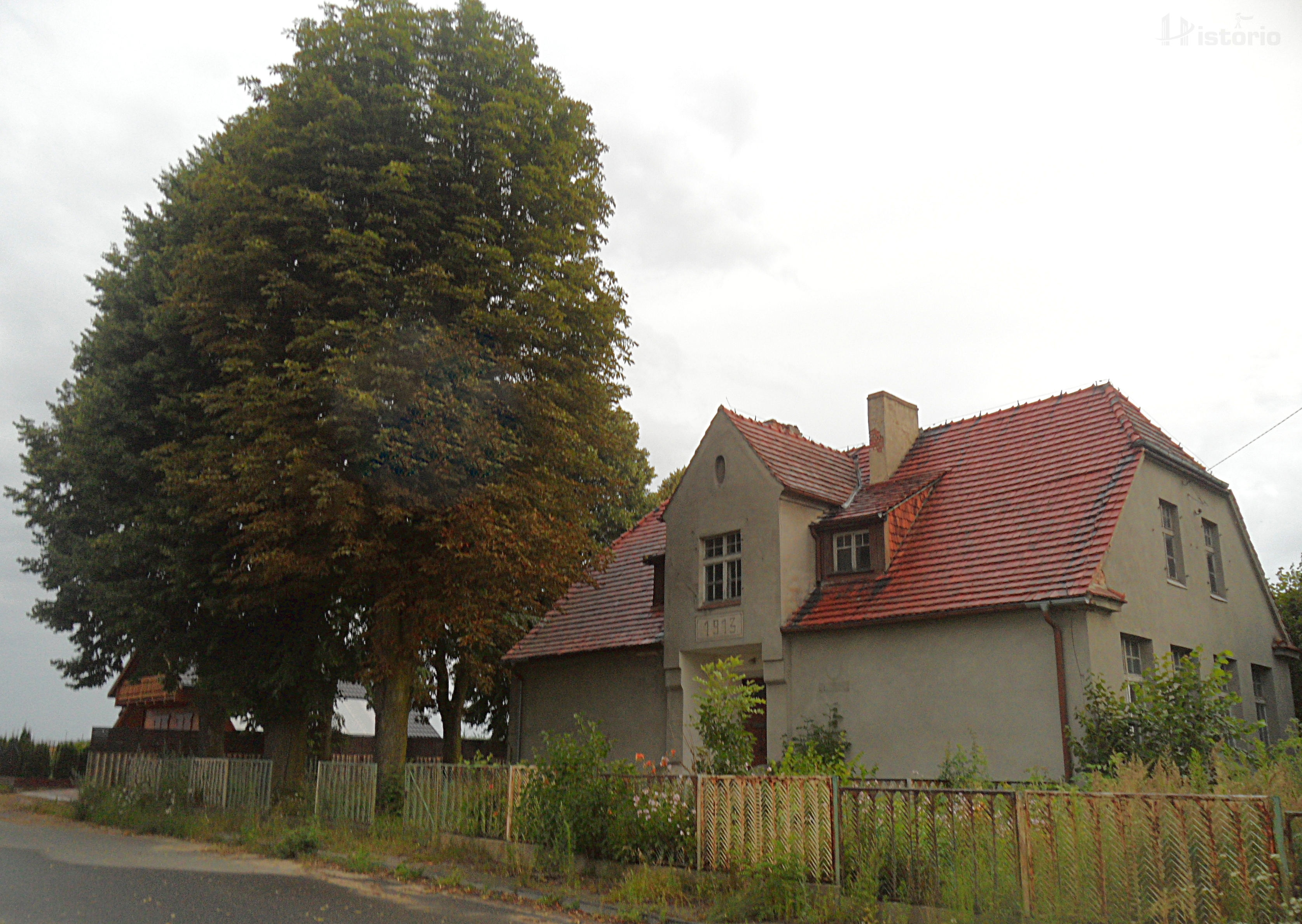
Ehemalige Grundschule

Der Ort wurde im Jahr 1460 erstmals urkundlich erwähnt. Er gehörte zur Standesherrschaft von Syców (Polnisch/Groß Wartenberg).
Der Ortsname ist vom Appellativ choja (örtlich Waldkiefer) abgeleitet.
Cojentschin gehörte von 1818 bis 1920 dem schlesischen Landkreis Groß Wartenberg an. Mit dem überwiegend polnischsprachigen Ostteil des Landkreises wurde Chojęcin zum 10. Januar 1920 infolge des Versailler Vertrags vom Deutschen Reich an das wiedergegründete Polen abgetreten. Seitdem ist Chojęcin mit der Woiwodschaft Posen bzw. Großpolen verbunden, zunächst im Powiat Kępiński.
Im Jahr 1921 gab es in der Gemeinde Chojęcin im Powiat Kępno 29 Häuser mit 159 Einwohnern, davon 93 hielten sich für polnischer und 66 für deutscher Nationalität, 142 waren römisch-katholisch, 17 evangelisch. Der Gutsgebiet hatte dagegen 6 Häuser mit 193 Einwohnern, davon 161 polnischer und 32 deutscher Nationalität, 164 römisch-katholisch, 29 evangelisch.
1935 wurde der Gutsgebiet parzelliert und macht heute das Dorf Chojęcin-Parcele mit separatem Schulzenamt.
Beim Überfall auf Polen 1939 wurde das Gebiet von den Deutschen besetzt und dem Landkreis Kempen im Reichsgau Wartheland zugeordnet.
Von 1975 bis 1998 gehörte Chojęcin zur Woiwodschaft Kalisz.